# Jacques Antoine Marie de Cazalès
Pour les articles homonymes, voir Cazalès.
Jacques Antoine Marie de Cazalès, né 1er février 1758 à Grenade (Haute-Garonne) et mort le 24 novembre 1805 à Engalin, près de Mauvezin, est un homme politique français, qui fut député de la noblesse des pays de Gaure, Verdun, bailliage de Rivière-Verdun aux États généraux de 1789.
Il est passé pour être le plus grand orateur de la droite parlementaire à l’Assemblée constituante, et émigré sous la Terreur et le Directoire, il a été l’un des agents secrets les plus actifs et le conseiller écouté du futur Louis XVIII.

## Origines
Issu d’une famille anoblie par le capitoulat, fils d’un conseiller au parlement de Toulouse, Jacques Antoine Marie Cazalès ou plus exactement « de Cazalès », seigneur de Lastours et de Saint-Martin d’Antéjac, est né le 1er février 1758 à Grenade-sur-Garonne, près de Montauban. Son grand-père, conseiller du roi et capitoul de Toulouse, avait été anobli sous la Régence, et son père, Simon, avait épousé Françoise Maury, fille d’un conseiller du roi, chevalier de Saint-Louis, Prévôt général de la Maréchaussée et commissaire inspecteur des haras de Quercy. Riche héritière, elle acheta en 1773 la terre et le château de Lastours à Montet, où furent élevés son fils unique et ses deux filles. La famille résidait l’hiver en son hôtel de la rue Sainte-Scarbe à Toulouse où le jeune Cazalès reçut une instruction militaire. 
Le 20 février 1774, le conseiller Simon de Cazalès obtint pour son jeune fils de quatorze ans un brevet de sous-lieutenant sans appointement dans les Dragons de Jarnac. Un de ses biographes, bienveillant par ailleurs, M. d’Enrouzet assure que le jeune homme, après avoir fait des études sérieuses, sembla , ajoutant que son existence de garnison se passait à travers les intrigues et les duels, mouvementée et pleine d’imprévus, bruyante et houleuse, émaillée d’aventures où souvent l’idylle se finit par le drame. En écho, le comte de Montlosier qui l’avait longuement fréquenté à Paris et à Londres, disait J’ai connu un grand nombre des officiers du régiment de Cazalès, ce qu’ils m’ont dit de paresse, de son insouciance, de son amour de la dissipation et des plaisirs est inimaginable. Il était atteint par la passion du jeu, dont il ne se défit jamais complètement – passion qui l’a conduit, assure son contemporain Dulaure, à vendre « un régiment dont il était pourvu »-, celle des femmes, mais cependant, son dilettantisme éclairé s’était nourri de lectures sérieuses - et en premier lieu Montesquieu qui inspira son « libéralisme aristocratique » -, et sa passion pour ce qu’il croyait être de justes causes s’est toujours conciliée avec ses goûts de libertin. Le rencontrant en émigration à Coblence, le chevalier de Moriolles l’entendit dire : Mon cher, vous m’avez vu autrefois en garnison à Stenay pendant le jour, mais vous ne m’y avez pas vu pendant la nuit, me livrant à l’étude avec plus d’ardeur encore que j’en mettais à jouir de certains plaisirs qui, je l’avoue, ne me faisaient guère d’honneur.
Ceux qui le connaissaient mal éprouvèrent donc une certaine surprise lorsque, à la veille de la convocation des États généraux, il fut choisi par des nobles de  Guyenne pour représenter la noblesse des pays et jugerie de Rivière-Verdun, Gaure, Léonac et Marestaing, circonscriptions de la Généralité d’Auch. Ses adversaires supposent que c’est « par ses dispositions à soutenir habilement les vieux préjugés, les droits usurpés des nobles de son pays, qu’il a mérité d’être leur représentant, et, il faut lui rendre justice, il n’a pas trompé leur attente ». Il s’est en effet signalé comme le champion de la réaction, partageant le siège de la droite extrême de l’hémicycle avec son ami Jean-Jacques Duval d'Eprémesnil qui finit guillotiné, et l’abbé Maury qui. pour sa part, nuança ses positions par la suite. Cazalès ne changea jamais : il fut le type même du parlementaire ultra, peu enclin au compromis, ne reniant jamais ses convictions, et mit son magnifique talent d’orateur à défendre sa cause, celle d’un gouvernement essentiellement monarchique avec un poids parlementaire assez faible. Car son positionnement politique que l’on pourrait croire logique ne l’a pas été. De nuance en nuance, Cazalès a varié au fil du temps - et particulièrement après la réunion des trois ordres - pour se trouver bien en deçà des idées réformatrices qu’il semblait vouloir défendre en 1788, notamment lors des troubles parlementaires qui avaient suivi l’assemblée des notables: souveraineté du peuple et liberté parlementaire (l’accès aux fonctions parlementaires étant réservée à une oligarchie foncière comme en Angleterre) ou monarchie de droit divin ? Il disait que, pour rajeunir une vieille monarchie, il suffisait de remettre en vigueur ses vieilles institutions. Pourtant, lors des débats à l’Assemblée constituante, les choses n’étaient pas claires aux yeux de ses contemporains tant Cazalès mettait d’énergie à défendre les prérogatives royales, et les « Monarchiens » - à savoir les frères Lameth et Antoine Barnave dont on aurait pu le croire proche - ont compté parmi ses plus virulents détracteurs.

## Le député
Avec Jean-Jacques Duval d'Eprémesnil auprès de qui il siégea sans discontinuer sous la Constituante, il fut introduit dans le salon ultra conservateur de la duchesse de Polignac où, d’après le comte d’Espinchal, il fut fort bien reçu. Beau, élégant, plein d’esprit, rempli d’une conviction ardente, enthousiaste, il subit l’influence de l’entourage du comte d’Artois pour devenir dès le début de la Révolution le plus chevaleresque champion de la monarchie absolue. Devant la faiblesse de Louis XVI, il réaffirma souvent qu’il fallait sauver la monarchie malgré le monarque. Louis Blanc et d’autres ont souligné ses dispositions à l’art de parler en public, rappelant qu’il « improvisait ses harangues que sa mémoire colorait de citations héroïques, et, ajoutait-il, quoique sa déclamation ressemblât souvent à une harmonie préparée, elle n’était en réalité que la musique naturelle aux dictions méridionales ». Ses discours excitaient l’admiration et la surprise : un principe de vie anime tous ses discours, écrit son biographe Chare, son éloquence est véhémente et désordonnée, comme les événements qui se succédaient avec tant de fracas sur la scène politique; et l’on dirait que la force qui abandonnait la monarchie, s’écroulant de toutes parts, passait dans l’âme du plus éloquent de ses défenseurs
À peine les États étaient ils rassemblés à Versailles que Cazalès, dont le masque constitutionnel tomba assez vite, s’opposa à la vérification des pouvoirs, comme si son objectif était que la situation s’enlise, une attitude qui, mois après mois, devait se révéler une stratégie. Pour des raisons que l’on ignore, dans les derniers jours de juin alors qu’une partie de la noblesse s’était réunie au Tiers, il quitta discrètement Versailles et s’achemina vers son Languedoc natal. Il était sur le point d’arriver à Grenade lorsqu’il fut arrêté à Caussade où on lui remit un ordre de l’assemblée qui le rappelait. Ce mouvement d’humeur, du moins interprété comme tel, lui fut beaucoup reproché.
De retour à l’Assemblée, il se fit remarquer puis critiquer pour ses discours enflammés et ses interventions habilement provocantes sur tous les sujets hautement politiques, particulièrement ce qui touchait à la réduction des pouvoirs et à l’image du monarque. En certaines occasions, les affrontements dégénérèrent, en particulier avec les députés qui, les mois qui suivirent, formèrent le groupe des Feuillants qu’il exaspérait par ses prises de positions outrées, notamment le débat sur la place de la religion catholique le 13 avril 1790. C’est à lui que Germaine de Staël pensait lorsqu’elle écrivait : Les opinions extrêmes fatiguent mon esprit comme une folie monotone. Ce à quoi il répondait: La raison, la modération, sont le partage des pauvres gens.
Il s’était battu en duel au mois d’août 1789, avec le duc d'Aiguillon qui avait raillé le groupe ultra dit des « Noirs ». dont les propositions, disaient certains députés, ne pouvaient qu’être renvoyées au « comité d’aliénation ». Blessé, Cazalès se battit néanmoins encore l’année suivante, le 25 mai 1790 avec Charles de Lameth qui le blessa lui aussi d’un coup d’épée. Et à nouveau la même année, cette fois avec Antoine Barnave qu’il affronta au pistolet le 12 août 1790, et qui le blessa encore. Diverses fois, avec ses amis, ils furent pris à partie à la sortie de l’assemblée, et une fois, notamment, où ils venaient de mettre en cause l’utilité de la garde nationale... grâce à laquelle ils échappèrent au lynchage.
Il fut au centre de plusieurs séances houleuses, notamment au cours du débat précédant le vote de la loi sur la résidence des fonctionnaires publics, et le premier d’entre eux, Louis XVI dont il voulait faire une exception : Si vous rendez le roi justiciable, vous le rendez dépendant ; s’il est dépendant, le pouvoir exécutif est asservi. Il ne voulait rien céder et employa tous les moyens directs ou indirects pour empêcher le vote de cette loi: Si par une ivresse de pouvoir qui l’a souvent égarée, l’assemblée voulait s’occuper de cette question, je lui déclare que je ne prendrai nulle part à cette délibération; je jure de lui désobéir, je jure de rester constamment fidèle au sang de Henri IV et de saint Louis. Dans les semaines qui suivirent, il s’opposa constamment à l’empiètement du corps législatif sur le pouvoir exécutif, et il intervint bruyamment dans la discussion relative à l’exercice du droit de la guerre et de la paix, à la nomination des juges, etc.
Il fut membre du club des Amis de la Constitution monarchique, le club rassemblant le plus grand nombre de représentants de la vieille noblesse qui considéraient, pour certains d’entre eux, que l’émigration n’était pas le meilleur moyen de défendre le trône. Mais Cazalès, surtout après l’épisode de Varennes, changea ouvertement d’attitude et il fut accusé à l’Assemblée de lancer des appels à l’étranger pour rétablir l’ordre ancien en France.
Depuis 1789, il fréquentait le salon de Mme Duval d'Eprémesnil, née Sentuary, et il y rencontra la sœur de cette dame, Madame de Bonneuil, qu’il séduisit et qui s’attacha à lui. Il était également très lié avec le baron Jean-Pierre de Batz qui venait chez lui pour partager de somptueux repas et des parties de whist. À l’époque où il logeait quai des Théatins, le comte de Ferrières-Sauvebeuf, qui logeait dans le même immeuble que Cazalès, apercevait non seulement Batz mais aussi Madame de Bonneuil « encore plus aristocrate », disait-il, que Mme Duval d'Eprémesnil sa sœur, et qui fut « fouettée au Palais-Royal lorsqu’elle était la maîtresse de Cazalès ».

## Premier voyage en Allemagne et à Londres
Lorsqu’on décida que les membres de la législature ne pourraient pas être réélus à la suivante, il en conçut un grand dépit et émigra à Coblence autour du 9 juillet 1791, avant l’achèvement des travaux de l’Assemblée. D’après une note de Félix Le Peletier, il fut reçu « avec froideur et mépris à Coblence, parce qu'il avait reconnu à la tribune le principe éternel et incontournable de la souveraineté du peuple ». Il y croisa le fils de Edmund Burke avec lequel il se rendit en septembre 1791 à Londres. Il rencontra pour la première fois Edmund Burke le père qu’il connaissait de réputation et qui l’invita à Beaconsfield. La sympathie fut réciproque et leur amitié fut durable. Comme Edmund Burke, Cazalès soutenait que le système anglais était le meilleur qui fut et que le gouvernement français devrait se doter d’une chambre haute et d’une chambre des Communes. Grâce à son ami, il rencontra William Pitt et quelques ministres dont le duc de Portland. Edmund Burke joua un rôle très important dans sa vie, en lui donnant la possibilité d’être entendu, sans intermédiaires, par les membres du gouvernement britannique ce qui lui donna une sorte d’influence au sein de l’émigration. 
À la mi-mars, Cazalès revint à Paris pour éviter les effets de la nouvelle loi sur les biens d’émigrés. Bertrand Barère de Vieuzac dans Les Hommes de mon temps insinue qu’il fit partie du comité autrichien fondé par le comte de La Marck, Clermont-Gallerande et Mercy-Argenteau. Roques de Montgaillard affirme aussi qu’on lui aurait fait des propositions pécuniaires par la voie de Lorimier de Chamilly ou de Arnault de Laporte, chargé de la distribution des fonds de la Liste civile. Il n’est pas douteux que Cazalès, tout le temps qu’il fut à Paris, après la déclaration de guerre avec la Prusse et l’Autriche, coopéra avec Jean-Jacques Duval d'Eprémesnil et d’autres comme Malouet et Mallet du Pan, aux entreprises aléatoires des conseillers secrets de Louis XVI qui doublaient la diplomatie officielle ou pratiquaient l’embauchage.

## Départ en émigration
En juillet 1792, il partit définitivement en émigration par la Suisse, vraisemblablement Lausanne où Madame de Bonneuil l’accompagna sous le prétexte d’y aller « prendre les eaux ». Il rencontra le baron de Breteuil puis il retourna en Angleterre où il vécut plusieurs mois chez Edmund Burke à Beaconsfield.
A South-Wold, le 30 novembre 1792, il écrivit à Louis XVI, au président de la Convention et maire de Paris pour qu’il puisse participer à Paris à la défense de Louis XVI.
Après la mort de Louis XVI et l’entrée en guerre de l’Angleterre, des Pays-Bas et de l’Espagne, la Vendée et la ville de Lyon se soulevèrent, et le port de Toulon tomba aux mains des Anglais. Cazalès fut, à la demande de Burke, chargé par le gouvernement anglais de se rendre à Toulon avec sir Gilbert Elliott, mais il ne put exercer ses fonctions de commissaire-adjoint, les troupes françaises ayant repris la ville. À cette occasion, des déclarations officielles des Anglais avaient fait prendre en compte que la participation des anglais au rétablissement de la monarchie en France se ferait sous condition, c’est-à-dire des compensations territoriales importantes. Dans ses correspondances avec le président de Vézet, Cazalès assurait que « Pitt que voulait bien aider au rétablissement de la monarchie en France et que la forme de cette monarchie lui importait peu pourvu que l’Angleterre pût traiter avec elle ».
Il se rendit en Italie et notamment à Vérone où il vint se mettre à la disposition du Prétendant ex-comte de Provence et futur Louis XVIII. Il existait déjà à ce moment une rivalité entre les ex-comtes de Provence et d’Artois, ce dernier, Lieutenant général du « royaume », dit « Monsieur » depuis le 21 janvier 1793, cherchant à rallier à lui les agents français émigrés payés par l’Angleterre. Il avait donc ses propres agents inconnus ou rivaux de ceux de son frère. Le prince de Condé, leur cousin, avait les siens propres, et William Wickam, le nouveau coordonnateur de l’espionnage britannique en Europe avait lui aussi les siens qui bénéficiaient de subsides importants pour alimenter le trouble dans les provinces de la République, notamment en Vendée et dans le Midi. Entre ces différents leviers, Cazalès n’a jamais pris un parti tranché. En 1795, on le vit passer successivement à Trente, Venise, Ferrare, Bologne et Pise. Bientôt, il éprouva des embarras financiers et il dut solliciter l’appui de Edmund Burke qui lui promit de lui faire obtenir des subsides de son gouvernement s'il voulait bien revenir en revenir en Angleterre. 
Cet émigré, écrit Roques de Montgaillard, paraît irréconciliablement brouillé avec le système républicain. Il est très bien vu du Prétendant et très mal, par conséquent, du ci-devant prince de Condé qui ne pardonne pas ce qu’il appelle les principes monarchiens. M. William Pitt fait cas de l’éloquence de M. Cazalès, mais ce ministre paraît en faire peu de ses moyens politiques. M. Windham, ministre de la guerre, dont l’opinion est si prononcée qu’on ne l’appelle que le « Vendéen » a, dit-on, la plus haute estime pour M. Cazalès, et c’est vraisemblablement M. Burke dont Cazalès était l’ami intime, qui lui a inspiré ce sentiment en faveur de cet émigré. Il a une pension de 200 guinées du gouvernement anglais.
M. Cazalès possède souverainement l’esprit d’intrigue. Si on se permet cette assertion sur son compte, c’est parce que des preuves positives la fondent. Il aime l’argent et fait rarement des courses sans en retirer un certain profit. Son caractère bizarre et l’excessive inégalité de son humeur le rendent peu propre à des négociations d’une certaine importance; mais il se transporte d’un bout à l’autre de l’Europe à l’autre, avec une facilité dont sa grosse corpulence ne paraissait pas devoir le rendre susceptible.
On lui offrit une place de commissaire des établissements anglais à Saint-Domingue aux Antilles qu’il semble avoir accepté un temps mais, pas « assez vite », il fit savoir qu’il n’avait pas voulu se mettre davantage dans la dépendance du gouvernement britannique. En avril 1796, il était à Penn où Edmund Burke venait de fonder une école pour les jeunes orphelins des gentilshommes guillotinés pendant la Terreur ou tués sur les champs de bataille en Allemagne, en Vendée, à Quiberon, etc. on dit qu’il fut attaché à cette école en tant qu’instructeur militaire dès sa fondation. Il y rencontra alors sa future épouse, la baronne de Roquefeuil, veuve de son cousin Charles de Roquefeuil, fusillé à Auray après l’affaire de Quiberon, qui y enseignait. Mais son séjour à Penn dut être de très courte durée car il fut chargé d’une mission secrète en Espagne où les Républicains négociaient avec Manuel Godoy les articles secrets de la paix franco-espagnole.

## Missions en Espagne et en Suisse
Il se mit en route dans le courant du mois de novembre ou décembre 1796, et il était arrivé secrètement à Madrid où se trouvait déjà Madame de Bonneuil, son amie, qui s’était attaché les bonnes grâces de l’ambassadeur républicain Catherine-Dominique de Pérignon. Elle s’était fait connaître sous le nom de « Riflon » tel qu’il était inscrit sur son (faux) passeport, mais le duc de Croy d’Havré, représentant local du Prétendant, savait qu’elle n’était pas ici sous son véritable nom et qu’il était essentiel pour elle, que son identité ne fût pas divulguée. Elle lui communiqua des nouvelles importantes, lui racontant avoir gagné la confiance de l’ambassadeur de la République en Espagne, Catherine Dominique de Pérignon à qui elle cherchait à soutirer des informations sur le cours des négociations dont il était chargé avec Manuel Godoy, négociations importantes concernant la garantie, par la République, des possessions espagnoles en Italie du nord, contre une cession de la Louisiane et de la Floride aux Français. C’est elle apparemment qui entraîna alors Pérignon à participer, début janvier 1797, à un dîner d’ambassade donné en l’honneur de Cazalès par le prince Masserano, en présence, notamment, du banquier Cabarrus, père de Theresa Tallien et du neveu de celui-ci, Galabert. Or Cazalès et Pérignon, tous les deux issus de Grenade-sur-Garonne se connaissaient. En se rendant à cette invitation, Pérignon se mettait dans la situation de subir des pressions de la part des royalistes. Or l’affaire du dîner fut ultérieurement ébruitée et révélée plus tard, en avril suivant, dans le journal Le Messager du Soir. Fort embarrassé, Pérignon eut à répondre de ce fait auprès de Delacroix. Il expliqua tant bien que mal son imprudence en admettant avoir été trompé par la prétendue « Mme Riflon » qui, de son côté, nia les faits.
Dans une lettre du 7 pluviôse an V (fin janvier 1797) à Charles Delacroix, ministre des affaires étrangères, Champigny-Aubin, membre de la légation française, qui suspectait Pérignon, avait cru bon signaler la présence de Cazalès à Madrid: « Il est arrivé de Londres avec cinq ou six autres émigrés et ont été présentés à « des personnages importants »: De concert avec tous les autres émigrés et les partisans de l’Angleterre, ajoute-t-il, ils se disposent à ourdir secrètement des trames contre la République ». On savait qu’il logeait rue Hortalesa et qu’il avait retiré une somme très importante évaluée à 8 000 livres sterling sur la banque irlandaise Jayes et fils. Il toucha en outre 3500 louis chez diverses personnes par l’intermédiaire de la Banque de Saint-Charles que dirige Cabarrus. Le citoyen J.-G. Labène lui fait écho, et ajoutait le 10 pluviôse an V que « la Riflon, qui a vécu dans une intime familiarité avec l’ambassadeur Pérignon et les adjudants, avait des conférences secrètes avec le duc de Croy d'Havré à qui elle dévoilait tous les secrets de la légation ». 
Quant à Madame de Bonneuil à qui Pérignon reprochait ses relations avec un « émigré marquant » (Jacques Antoine Marie de Cazalès), elle avait quitté Madrid dans les derniers jours de janvier pour un voyage à Paris qui était certainement à mettre en relation avec les fonds retirés par Cazalès et les préparatifs du complot royaliste visant à renverser le Directoire. Ce complot, dont apparemment une partie du financement avec des fonds anglais, relayé par Cabarrus qui disposait de relais commerciaux à Paris, allait être balayé par la contre-réaction du 18 fructidor an V.
À la fin de l’hiver, Cazalès entreprit un voyage dans différents coins de l’Espagne, visita les jardins d’Aranjuez et se rendit dans le sud à Cadix pour favoriser, croit-on, les projets hostiles des Anglais. Il atteignit Séville qu’il visita puis remonta à Madrid. En juillet il quitta l’Espagne par le Portugal, probablement en compagnie de Michelle de Bonneuil dont il se sépara à Londres pour éviter les indiscrétions.
Il poursuivit sa route vers l’Allemagne et obtint, en octobre, un entretien particulier avec le Prétendant à Frauenfeld. Celui-ci le chargea de nouvelles missions, malgré les avis défavorables du comte d’Avaray, favori en titre, qui filtrant les communications du Prétendant, mettait en cause ses qualités de négociateur.
Parti à la rencontre du Président de Vezet, Cazalès lui remit quatre notes signée du Prétendant: la première portait sur la nécessité d’engager les évêques à envoyer des missionnaires en France; une note sur l’apostolat de la royauté; une autre sur la nécessité d’union de tous les partis royalistes de France (se référant aux promesses faites à Mounier sur le pardon des crimes et le maintien des libertés politiques); une quatrième note sur une déclaration à faire aux députés sortis de France après le 18 fructidor, déclaration publique contre le maintien du gouvernement républicain propre à perpétuer les malheurs, et reconnaissance de Louis XVIII pour leur roi.
Cazalès discuta également avec M. de Vezet d’organiser le financement de la nouvelle agence royaliste dite « de Souabe » destinée à la correspondance avec les « agents de l’intérieur ». Autour du président de Vezet, des responsabilités importantes furent confiées au sieur d’André, ancien constituant, à l’abbé André de La Marre, au comte de Précy.
Puis il se rendit en Suisse à la rencontre des exilés du 18 fructidor an V stationnés à Neuchâtel. Les correspondances signalent son passage dans les villes de Nyon, Constance, Zurich, Berne puis Lausanne. Les propositions de ralliement aux intérêts d’une restauration des Bourbons furent acceptées par certains anciens députés comme Quatremère de Quincy et Royer-Collard, et repoussées par d’autres comme Lazare Carnot.
Cazalès retourna à Blankenberg en janvier 1798 pour rendre compte de sa mission et le Prétendant lui demanda de remplacer à Londres son correspondant local, le sieur Dutheil. Il y retrouva Mme de Bonneuil qui lui rendit compte des mauvais procédés de d’Avaray envers elle. Dans quelques-unes de ses lettres, Cazalès se plaignit de l’obstruction de la garde rapprochée du Prétendant, notamment d’Avaray, et il songea dès lors à préparer les conditions de son retour en France sans que cela parût être une trahison. 
Pendant l’hiver 1798-1799, il mena une existence mondaine et aperçue, à Londres, en compagnie de Michelle de Bonneuil qui faisait les honneurs de sa maison située au 6, High Street-Mary-le-Bone. Le duc de Bourbon et de nombreux émigrés furent reçus par eux.
Le 26 août 1799, Cazalès composa à l’attention du Prétendant un mémoire en suite duquel il obtint la croix de Saint-Louis pour services rendus. Puis il commença à s’entretenir avec le comte de Saint-Priest et ceux en qui il avait confiance, de son désir de rentrer en France pour la bonne cause. Le Prétendant ne s’y montra pas défavorable et lui demanda pour la forme de lui faire un rapport sur « l’état de la France » : Si qui que ce soit au monde, disait-il, trouve mauvais que j’employe M. de Cazalès, qu’il ose indiquer mieux. D’après dépêches adressées à M. de Sérent, Cazalès semblait très informé de l’évolution de la situation en Russie et il fut l’un des premiers à savoir que le futur Louis XVIII avait été chassé des territoires du tsar et avait dû trouver refuge avec sa suite en Suède.

## Le retour en France
Pendant ce temps à Paris, la famille et les amis de Mme de Bonneuil - Michel Regnaud de Saint-Jean d'Angély, Antoine-Vincent Arnault, Charles Maurice de Talleyrand, Jean-Frédéric Pérrégaux - qui avaient activement participé aux événements décisifs du 18 brumaire an VIII, exposèrent à Bonaparte l’intérêt qu’il y aurait à laisser rentrer en France certaines personnalités comme Cazalès ou Montlosier. Mme de Bonneuil qui avait été envoyée par Talleyrand en mission à la cour de Paul Ier de Russie, détermina sans doute la radiation de Cazalès, sans que celle-ci soit conditionnée pour lui à un ralliement au régime consulaire. À son retour Cazalès fut d’abord accueilli à Eaubonne, dans la propriété des Regnaud de Saint-Jean d’Angély. Un certain nombre de rapports de police le concernant montrent qu’il avait été placé sous surveillance. Bonaparte qui ne méconnaissait pas la réputation flatteuse de Cazalès voulut, paraît-il, le séduire et lui offrit un siège de sénateur. L’ancien Constituant refusa. Il avait, semble-t-il, maintenu des contacts avec l’émigration, par l’intermédiaire de l’abbé André de La Marre, et, ne sachant ce que serait l’avenir, il avait conservé sa maison de Londres. En 1802, à l’annonce du Consulat à vie, il se savait toujours étroitement surveillé, particulièrement depuis le départ de Fouché aussi décida-t-il de s’éloigner de Paris.
Il épousa sur le tard Mme de Roquefeuil (maison de Roquefeuil-Blanquefort), qui était veuve de son cousin le capitaine de vaisseau de ce nom fusillé près de Quiberon, et il se retira avec elle dans le Gers, à Engalin, non loin de Mauvezin, où deux ans plus tard, il mourut d’apoplexie (une crise de goutte remontée), le 24 novembre 1805 (3 brumaire an XIV). Sa femme venait de lui laisser un héritier, le futur abbé Edmond de Cazalès.
On dit que vers 1824 la duchesse d’Angoulême serait venue se recueillir sur sa tombe.